# Била (Витез)
Била је насељено мјесто у Босни и Херцеговини, у општини Витез, која припада ентитету Федерација Босне и Херцеговине. На попису становништва 2013. у њему је живјело 1.545 становника.

## Становништво
| Националност | 2013. | 1991. |
| Хрвати       | 1.368 | 1.042 |
| Муслимани    | 121   | 228   |
| Срби         | 37    | 158   |
| Југословени  | —     | 68    |
| остали       | 6     | 30    |
| неизјашњени  | 13    |       |
| Укупно       | 1.545 | 1.526 |